# Caladenia variabilis
Caladenia variabilis är en orkidéart som beskrevs av William Henry Nicholls. Caladenia variabilis ingår i släktet Caladenia och familjen orkidéer. Inga underarter finns listade i Catalogue of Life.